# Jaroslav Koutecký
Jaroslav Koutecký (14. října 1922 Kroměříž – 10. srpna 2005 Berlín) byl český fyzikální chemik a předseda Grantové agentury AV ČR.

## Biografie
Jaroslav Koutecký se narodil 14. října 1922 v Kroměříži. Maturoval v době, kdy české vysoké školy byly uzavřeny. Proto nastoupil do Výzkumném ústavu Baťových závodů ve Zlíně. Studium teoretické fyziky na Přírodovědecké fakultě Univerzity Karlovy ukončil v roce 1948. V roce 1948 se pokusil neúspěšně emigrovat. Za pokus o ilegální přechod hranice byl uvězněn (1948/1949).
Roku 1962 byl zvolen dopisujícím členem ČSAV. Roku 1967 byl jmenován profesorem na Přírodovědecké fakultě UK.
V roce 1967 však také utrpěl řadu zranění při jím zaviněné těžké automobilové nehodě, při které též zahynula jeho druhá manželka a její otec, takže mu hrozilo stíhaní za usmrcení z nedbalosti. To také byl jeden z důvodů proč v roce 1969 odešel do zahraničí. Dvacet let strávil v emigraci (1969–1989), zejména v USA a Německu. Od roku 1973 pracoval na Freie Universität Berlin, kde se svou třetí manželkou založil výzkumnou skupinu zaměřenou na kvantovou chemii a chemii povrchů. Byl světovým odborník v oblasti elektrochemie, kvantové chemie, kvantové teorie povrchových jevů, fotochemii a chemii a fyzice klastrů. Jeho synem s první manželkou byl filmový dokumentarista Pavel Koutecký.
Od roku 1995 byl členem Učené Společnosti ČR.